# Leo Aerden
Leo Petrus Jacobus Silvinus (Leo) Aerden (Roosendaal, 27 december 1928 - Roosendaal, 9 november 2003) was een Nederlandse geschiedkundige, rooms-katholiek priester en docent.

## Levensloop

### Adjunct-secretaris bisdom Breda
Na zijn priesterwijding in 1953 studeerde hij geschiedenis in Leuven en Rome. In 1957 studeerde hij af en werd enkele maanden adjunct-secretaris van het bisdom Breda. Vervolgens werd hij benoemd tot docent kerkgeschiedenis aan het grootseminarie van het bisdom Breda in Hoeven.

### Moderator
In 1967, na de opheffing van het diocesaan grootseminarie, werd hij aangesteld tot moderator en godsdienstleraar van de Maria-kweekschool (later Pedagogische Academie Sint Frans) te Breda. In 1976 werd hij hoofddocent aan het Moller-instituut in Tilburg.

### Vicaris-generaal bisdom Breda
Leo Aerden was sinds 21 mei 1982 lid van het kapittel van het bisdom Breda en vanaf 1988 proost van dit hoogste adviescollege van de bisschop van Breda. Van 1 januari 1984 tot 1 januari 1999 was hij vicaris-generaal van het bisdom Breda. Aerden was nog in functie als proost van het kapittel, als medewerker aan de kerkelijke rechtbank van het bisdom Breda en als voorzitter van de Diocesane Katholieke Schoolraad.

## Nevenfunctie
- Lid Raad van Toezicht Stichting HOZN/Fontys Hogescholen (1992 - 1999)

- International Standard Name Identifier: 0000 0003 9405 0940
- Nederlandse Thesaurus van Auteursnamen: 073415529
- Virtual International Authority File: 288481548
- WorldCat: E39PBJv8Jk3PQq8DcQJbRw3vpP